# Gansheim
Gansheim ist ein Gemeindeteil der Gemeinde Marxheim im Landkreis Donau-Ries (Regierungsbezirk Schwaben, Bayern).

## Geographie

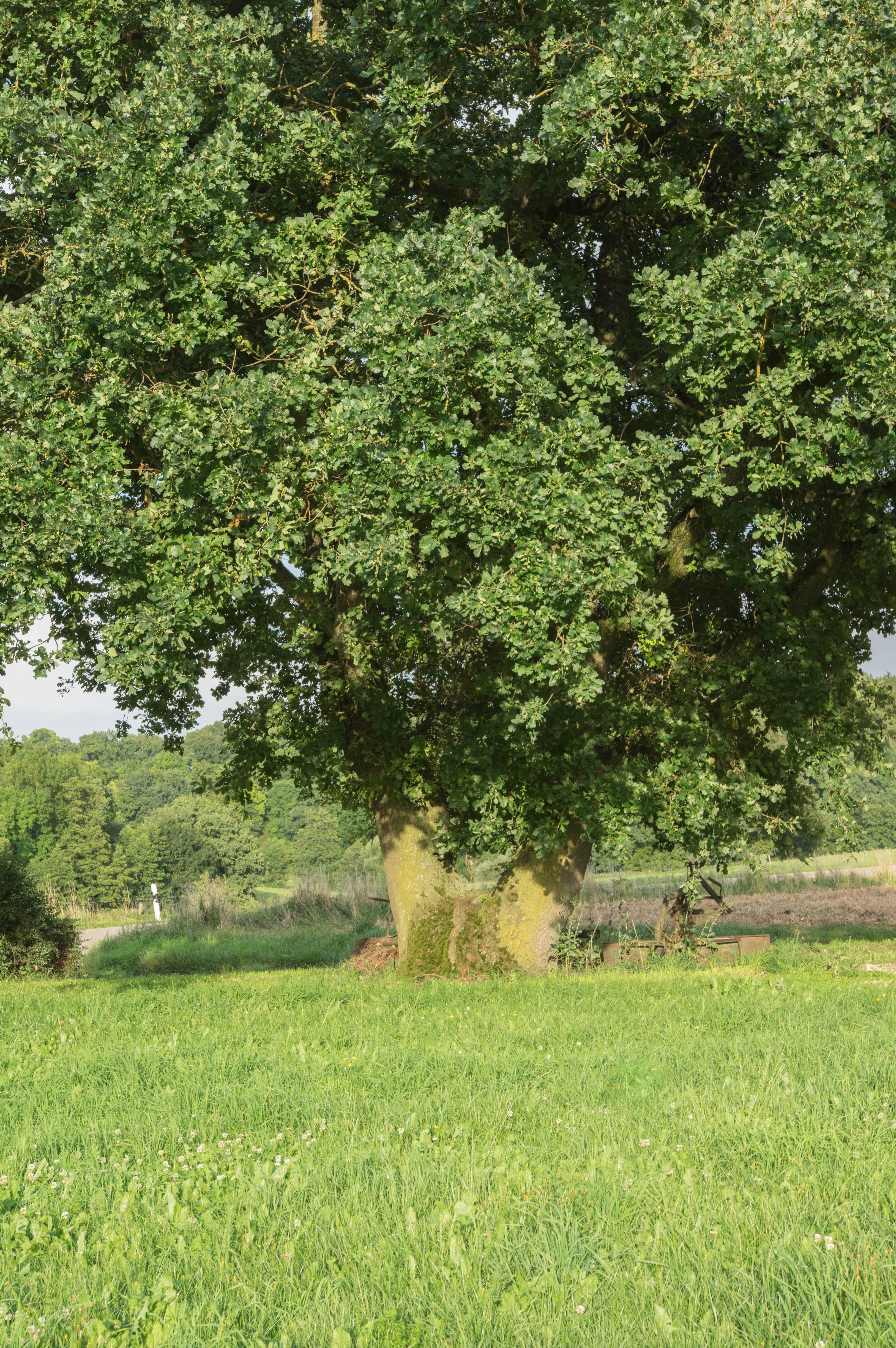
Naturdenkmal Alte Eiche (ND-07092)

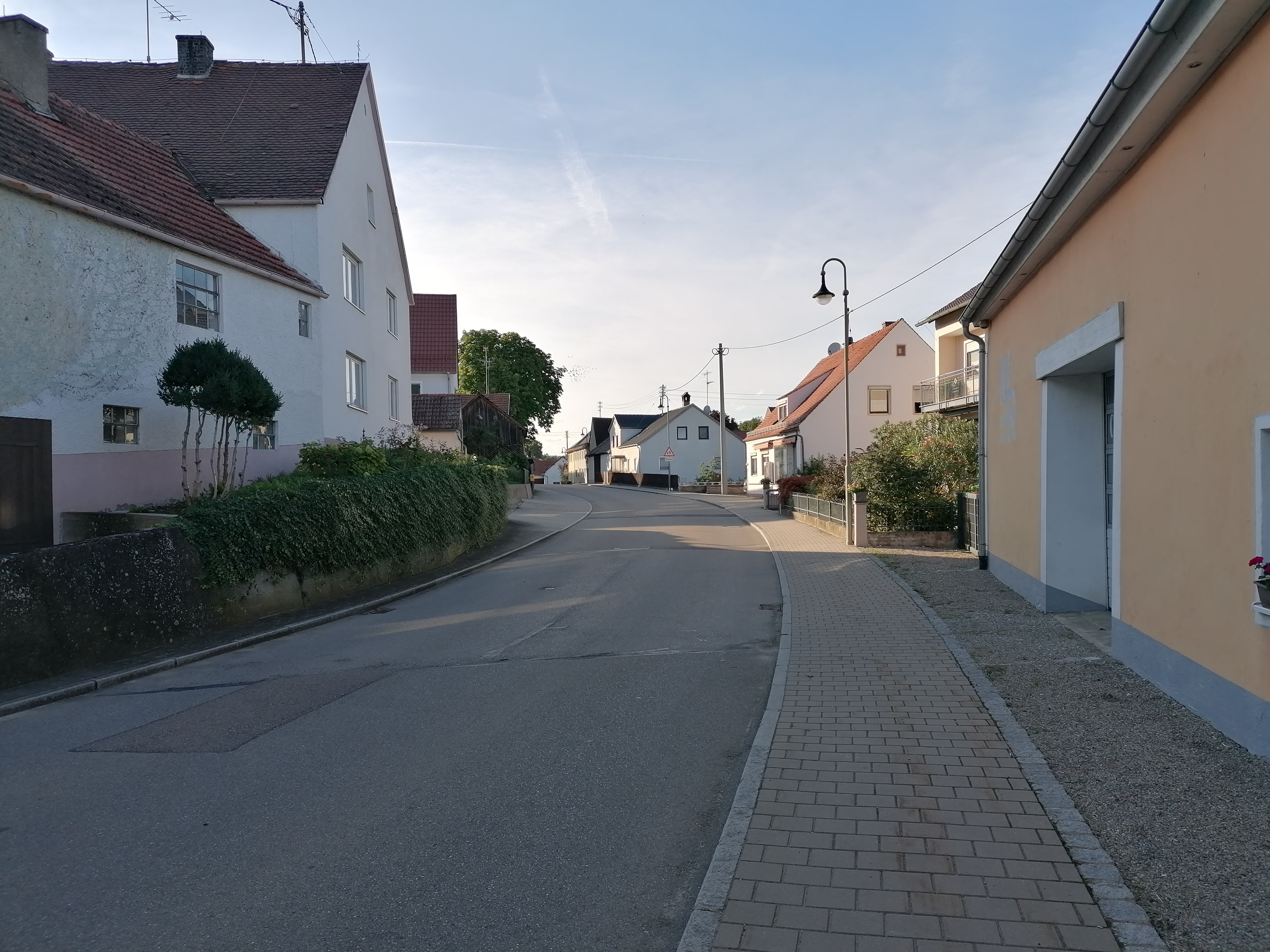
Ansicht des westlichen Ortskerns an der zentralen Hauptstraße Regilostraße

Das Kirchdorf liegt im Usseltal am östlichen Ende des Landkreises Donau-Ries auf einer Höhe von 429 m über NN. Die nächstgelegene Stadt ist Rain am Lech, die ca. 10 km weiter südlich liegt. Die Große Kreisstadt Donauwörth liegt ca. 14 km westlich.
Das Straßendorf liegt in der Monheimer Alb, ein Landschaftsraum innerhalb des Naturparks Altmühltal. Außerdem mündet ein kleiner Bach namens Bruckbach bei Gansheim in die Ussel, welche den Ort durchfließt. Auf dem östlichen Gebiet des Ortes an der Kreisstraße DON 25 steht eine alte Eiche, die als Naturdenkmal (Kennnummer ND-07092) eingetragen ist.
Zur Gemarkung gehören die beiden Einöden Berg und Boschenmühle sowie die 1874 abgegangene Einöde Hangermühle (kein offizieller Gemeindeteil).
Siehe auch: Liste der Naturdenkmäler im Landkreis Donau-Ries

## Geschichte

### Ur- und Frühgeschichte
Die frühesten menschlichen Spuren finden sich bereits aus dem Altpaläolithikum (Denkmalnummer D-7-7231-0163) in Form einer Freilandstation. Um den heutigen Ort herum finden sich Reste von Grabhügeln und kleinen Siedlungen aus vor- und frühgeschichtlicher Zeit bis hin zur Bronzezeit.

### Antike
In der römischen Kaiserzeit verliefen drei Straßen über das Gebiet des heutigen Gansheims. Eine Straße (Denkmalnummer D-7-7231-0169) verlief von Norden aus dem heutigen Blossenau kommend und anschließend nach Osten in Richtung des heutigen Trugenhofens. Der heutige Straßenverlauf ab der Einöde Berg (ein Feldweg sowie die Kreisstraße DON 24) entspricht noch immer diesem historischen Straßenverlauf. Eine zweite Straße (Denkmalnummer D-7-7231-0027) aus Richtung Burgmannshofen kreuzte die erste Straße etwas westlich der heutigen Kreuzung der Kreisstraßen DON 25 und DON 24 und verlief anschließend über die Ussel hinweg weiter in südwestliche Richtung bis zur heutigen Straße Hochweg, dessen Straßenverlauf in westliche Richtung schließlich den weiteren Verlauf der antiken Straße nachzeichnet. Die dritte Straße (Denkmalnummer D-7-7231-0057) zweigte von der zweiten Straße etwa auf Höhe des heutigen Lerchenwegs im Süden Gansheims ab und führte weiter nach Süden in Richtung des heutigen Schweinspoints.
Darüber hinaus lässt sich auch eine villa rustica (Denkmalnummer D-7-7231-0021) aus der Kaiserzeit nachweisen. Diese lag etwas südlich des heutigen Siedlungsgebiets.

### Mittelalter
Im Frühmittelalter begannen die Franken die Region zu besiedeln. In diese Zeit fällt vermutlich die Ortsgründung. Erstmals urkundlich erwähnt wird Gansheim 1179 als „Regilo de Gantesheim“ in einer Urkunde Bischof Heinrichs von Brixen.
Das Adelsgeschlecht der Knollen, welches das Erbamt des Kämmerers am Hofe der Grafen von Lechsgemünd-Graisbach innehatte, war im Mittelalter lange Zeit Besitzer des ehemaligen Pfarrdorfes Gansheim, bis Jörg aus dem Geschlecht der Knollen den Ort 1400 an Wilhelm Marschall zu Donnersberg verkaufte.
In der Folgezeit wechselte die Grundherrschaft über die Hofmark Gansheim mehrmals; u. a. erwarb es 1444 Herzog Ludwig VIII. der Bucklige von Bayern-Ingolstadt und später Heinrich XVI. der Reiche von Bayern-Landshut. Auch die Herzöge Ottheinrich und Philipp von Pfalz-Neuburg reihten sich von 1529 bis 1539 in die lange Liste der Besitzer des Dorfes ein; diese verkauften den Ort an das Kloster Bergen.
Um 1445 gehörten zu Gansheim neben der Burg ein Sedelhof, vier Mühlen sowie sechs zins- und gültpflichtige Anwesen.

### Neuzeit

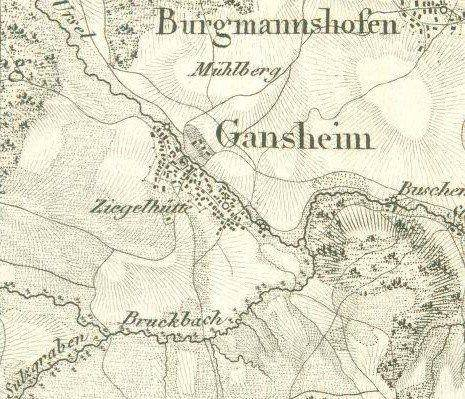
Gansheim auf einem Ausschnitt einer historischen Karte von 1823

In der Frühen Neuzeit gehörte Gansheim u. a. der Familie Verri della Bosia. Im Jahr 1821 wurde Freiherr Joseph von Sartor letzter adeliger Besitzer von Gansheim. Er verkaufte 1832 seinen Besitz an das Königreich Bayern. Das Schloss blieb bis 1868 in dessen Besitz. Mit dem Verkauf des Ortes an den Staat endete auch die eigene Patrimonialgerichtsbarkeit II. Klasse; Gansheim unterstand fortan dem Landgericht Monheim.

#### Zweiter Weltkrieg
Während des Zweiten Weltkriegs wurde Gansheim in keine besonderen Kämpfe verwickelt; aus diesem Grund gab es kaum Beschädigungen. Als die Amerikaner das Dorf am Vormittag des 25. April 1945 kampflos besetzten – die letzten Soldaten der Wehrmacht zogen bereits am Vortag ab – betraten zum ersten Mal seit dem frühen 19. Jahrhundert wieder ausländische Truppen dieses Gebiet. Wenige Stunden zuvor gegen 8:30 Uhr sprengten deutsche Pioniere die Usselbrücke, was allerdings kein besonderes Hindernis für die Alliierten darstellte, da die Ussel nicht sehr tief ist.
Ernst Langheinz, ein Schauspieler am Mannheimer Nationaltheater, besaß in Gansheim ein Anwesen, in welches er von 1943 bis 1946 mit seiner Frau, einer Opernsängerin, zog.

#### Seit dem Kriegsende

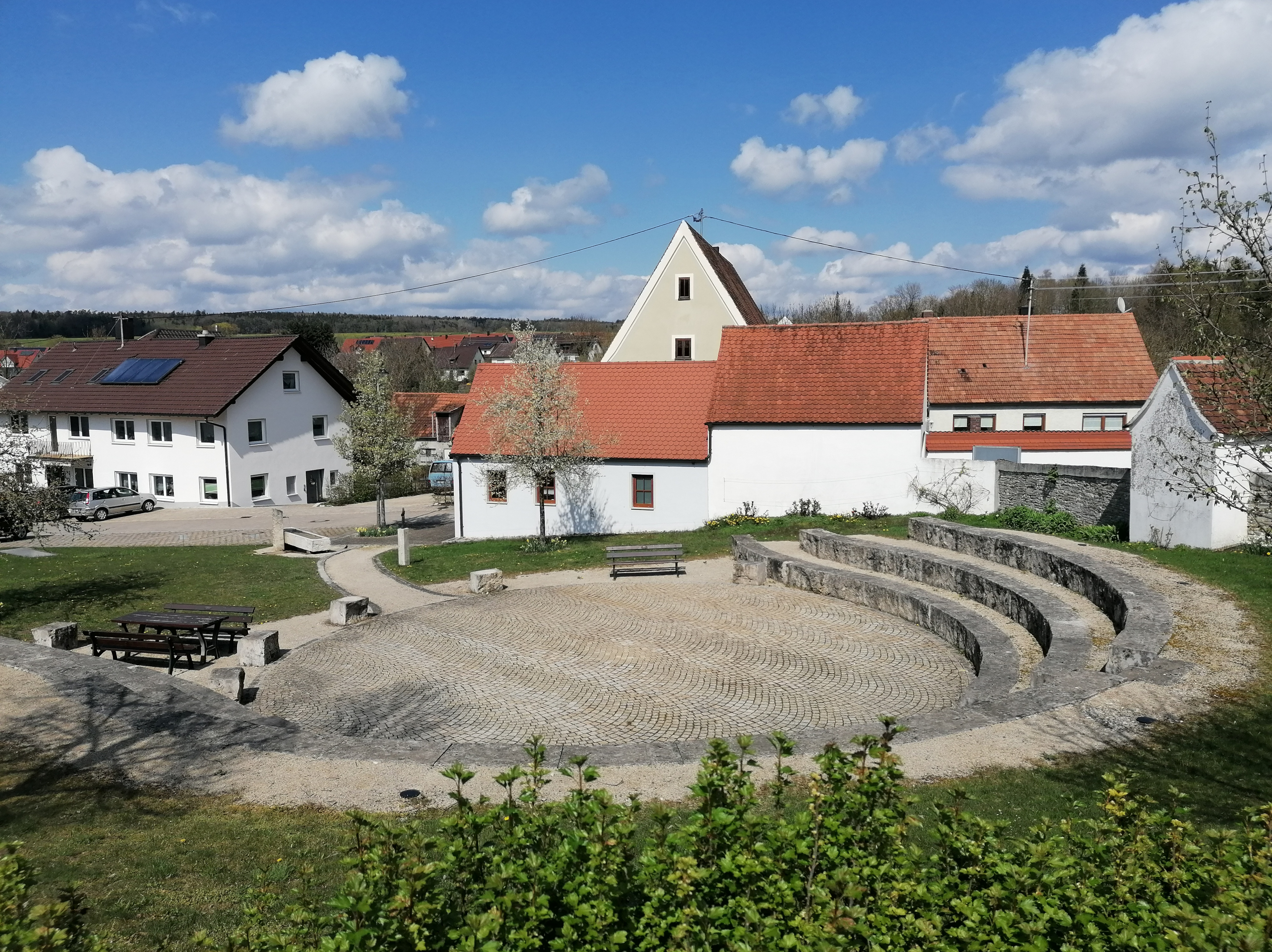
Dorfplatz

Am 1. Juli 1972 wurde Gansheim im Rahmen einer Gebietsreform in Bayern zusammen mit den Nachbarorten Burgmannshofen (mit Übersfeld), Graisbach (mit Lechsend) und Marxheim zur Gemeinde Marxheim zusammengefasst. Die Gansheimer Schule wurde 1973 für die Erweiterung von Straße und Friedhof abgerissen. Bereits seit 1969 fand hier kein Schulbetrieb mehr statt, stattdessen wurde die neu errichtete Marxheimer Schule benutzt. 1990 wurde eine Partnerschaft mit der Gemeinde Gansingen im Schweizer Kanton Aargau geschlossen.
Im Jahre 2010 wurde ein neuer Dorfplatz errichtet. Er wurde im Juli 2010 festlich eingeweiht. 2020 schloss der kleine Nah-&-Gut-Dorfladen, der seit 1957 bestanden hatte.

## Bevölkerung
Das Dorf hat 422 Einwohner (Stand 2024).
| Jahr      | 1833 | 1840 | 1871 | 1925 | 1950 | 1970 | 1987 | 2005 | 2006 | 2008 | 2010 | 2011 | 2020 | 2023 | 2024 |
| Einwohner | 444  | 472  | 419  | 380  | 539  | 401  | 359  | 363  | 371  | 372  | 360  | 370  | 397  | 407  | 422  |

## Verkehr und Infrastruktur
Gansheim liegt an den Kreisstraßen DON 24 und DON 25. Als typisches Straßendorf ist der Ort auch heute noch stark auf die zentrale Hauptstraße – die Regilostraße – ausgerichtet. Nördlich der Ussel gibt es zwei Neubausiedlungen. Eine weitere im Süden des Dorfes ist geplant.
Der Ort besitzt eine eigene Kläranlage. Der ortseigene Brunnen diente früher der Wasserversorgung des Dorfes, er wird mittlerweile aber nicht mehr benutzt. Stattdessen ist Gansheim an das Wassernetz Marxheims angeschlossen, welches das Wasser wiederum vom Zweckverband Wasserversorgung fränkischer Wirtschaftsraum (WfW) bezieht. Es existiert daneben noch ein Hochbehälter.
Zudem befindet sich im Ort ein Feuerwehrhaus der Freiwilligen Feuerwehr. An der Hangermühle existierte die sogenannte Berger Brücke, von der jedoch nur noch vier Eisenträger übrig sind. Im Norden Gansheims wurde bis in die 2010er Jahre ein Steinbruch betrieben.
Westlich des Ortes ist der Bau von Windkraftanlagen in Planung.

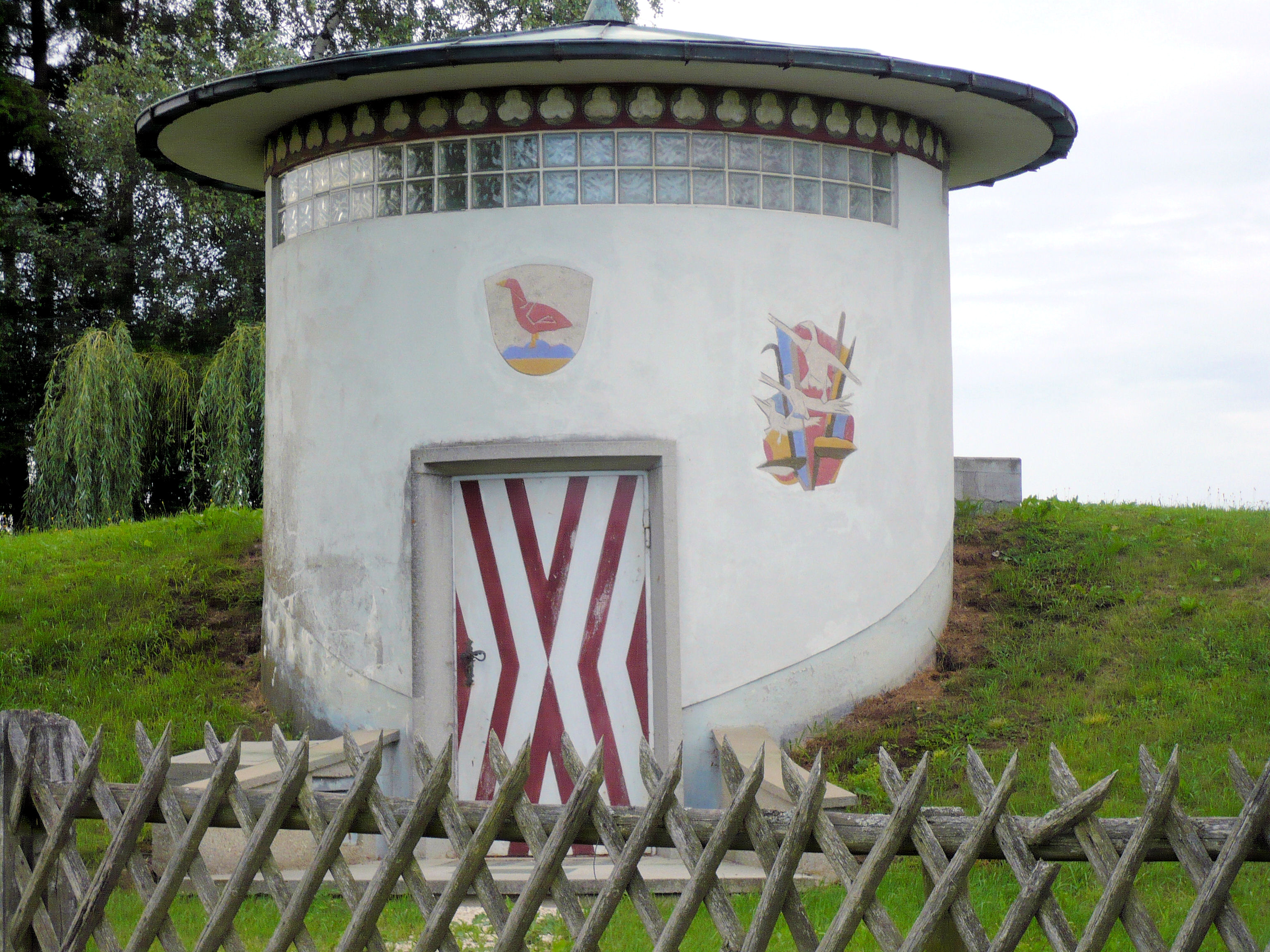
Der Gansheimer Hochbehälter
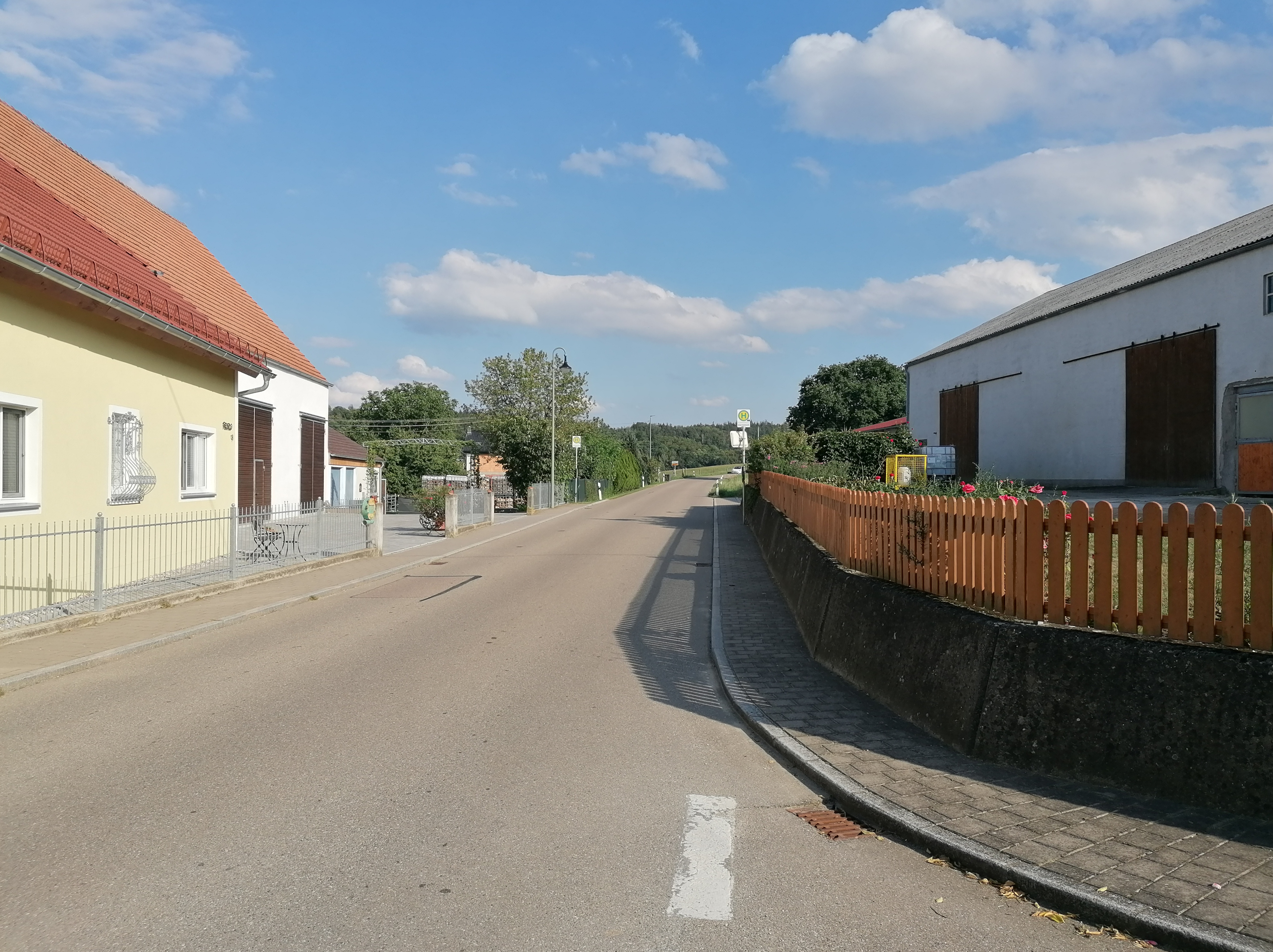
Östliche Ortsausfahrt – im Hintergrund an der Ortsgrenze wird die Regilostraße zur Kreisstraße DON 25
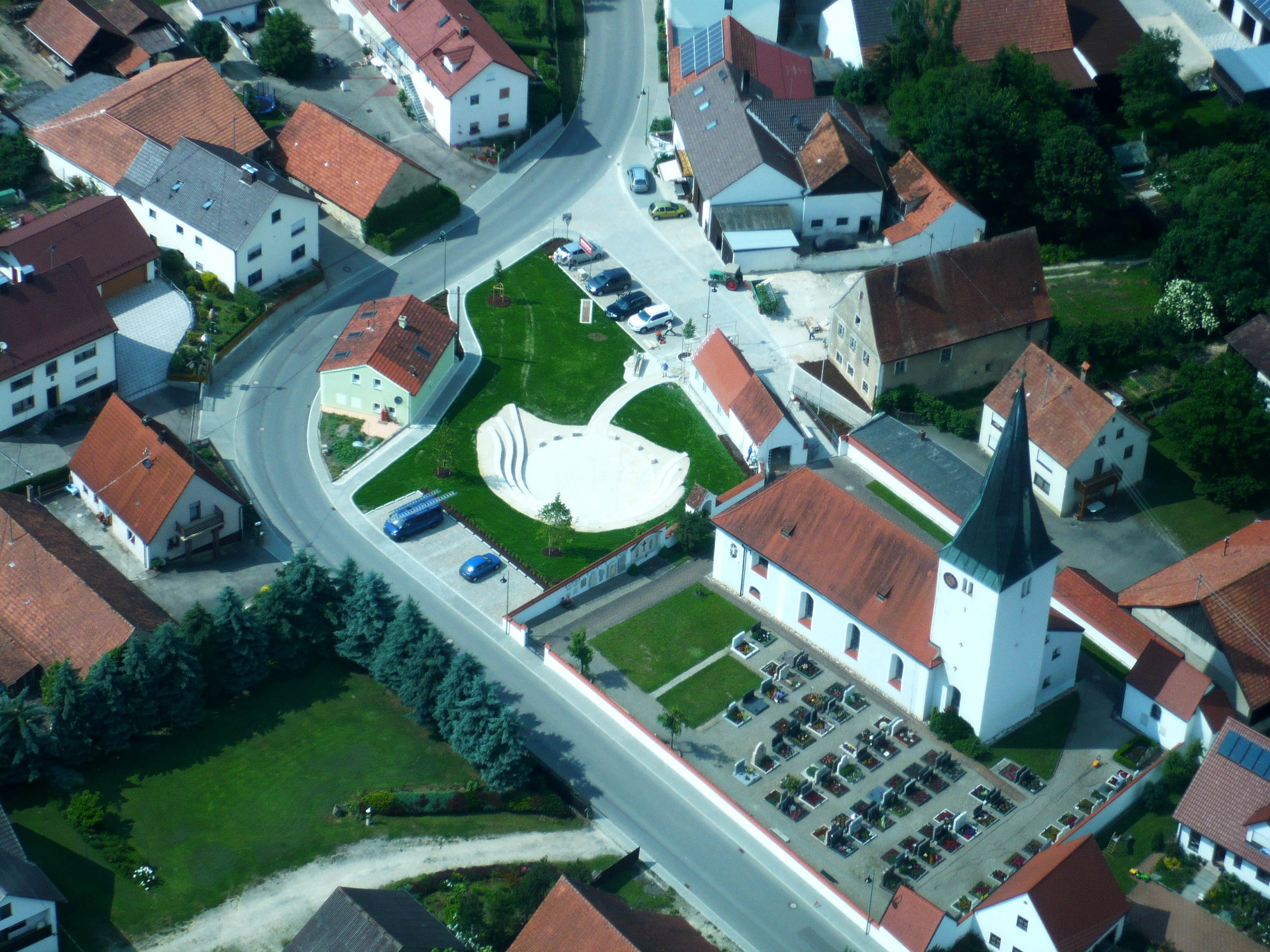
Luftaufnahme von Gansheim: dominant im Bild der östliche Teil der Regilostraße; in der Bildmitte der 2010 neu erbaute Dorfplatz, rechts daneben die Kirche St. Nikolaus

## Wappen

Das Wappen von Gansheim

### Blasonierung
„In Silber auf einem von Blau und Gold geteilten Dreiberg stehend eine rote Gans.“

### Wappengeschichte
Das Wappen wurde 1961 angenommen und verlor nach der Eingemeindung 1972 seinen amtlichen Charakter.
Die Gans im Gansheimer Wappen wurde auf Grund historischer Bezüge auf die Herren Schmied von Wellenstein und des Hinweises auf den Ortsnamen gewählt (redendes Wappen). Die Herren Schmied von Wellenstein waren im 17. Jahrhundert und im 18. Jahrhundert im Besitz von Gansheim und führten in ihrem Wappen eine Gans. Der im Wappen abgebildete Dreiberg wurde aus dem Wappen der Grafen Lenck auf Burgheim und Gansheim, den Besitzern des Orts im 16. Jahrhundert, übernommen. Die Farben Blau und Gold erinnern an die Wappenfarben der Grafen von Lechsgemünd-Graisbach, zu deren Herrschaftsbereich die Gemeindegemarkung bis zum Aussterben des Geschlechts 1342 gehörte, deshalb wurden sie auch im Gansheimer Wappen verwendet.

## Kultur

### Religion
Gansheim ist eine katholische Pfarrei und gehörte seit der Reform im Bistum Augsburg (1. Dezember 2012) zur Pfarreiengemeinschaft Marxheim im Dekanat Donauwörth. Die Pfarreiengemeinschaft Marxheim wurde schließlich 2016 mit der Pfarrei Dating zusammengelegt, womit die Pfarreiengemeinschaft Marxheim-Daiting entstand. Dieser gehört auch Gansheim an (Stand 2019).
Historisch gehörte Gansheim dem Dekanat Burgheim in der Diözese Augsburg an.

### Vereine
In Gansheim werden folgende Vereine unterhalten: die Freiwillige Feuerwehr Gansheim, der Gartenbauverein Gansheim-Burgmannshofen, die SpVgg Gansheim, ein Stammtischverein und der Schützenverein Treffsicher Gansheim.

### Sport
Der FC Marxheim/Gansheim mit Hauptsitz in Marxheim entstand 2008 durch Fusion der Fußballabteilungen der SpVgg Gansheim und des SV Marxheim. Die 1. Herren-Mannschaft spielt in der Saison 2019/20 in der A-Klasse Nord Donau. Die Jugendmannschaften spielen teilweise in der SG Donau-Lech, einer Spielgemeinschaft mit dem SV Feldheim und dem SV Genderkingen.
Der Ort verfügt über einen Fußballplatz sowie über eine Spielfläche für Eisstockschießen. Außerdem gibt es einen Schießstand im Gebäude des Schützenvereins.

## Sehenswürdigkeiten
Siehe auch: Liste der Baudenkmäler in Gansheim

### Schloss

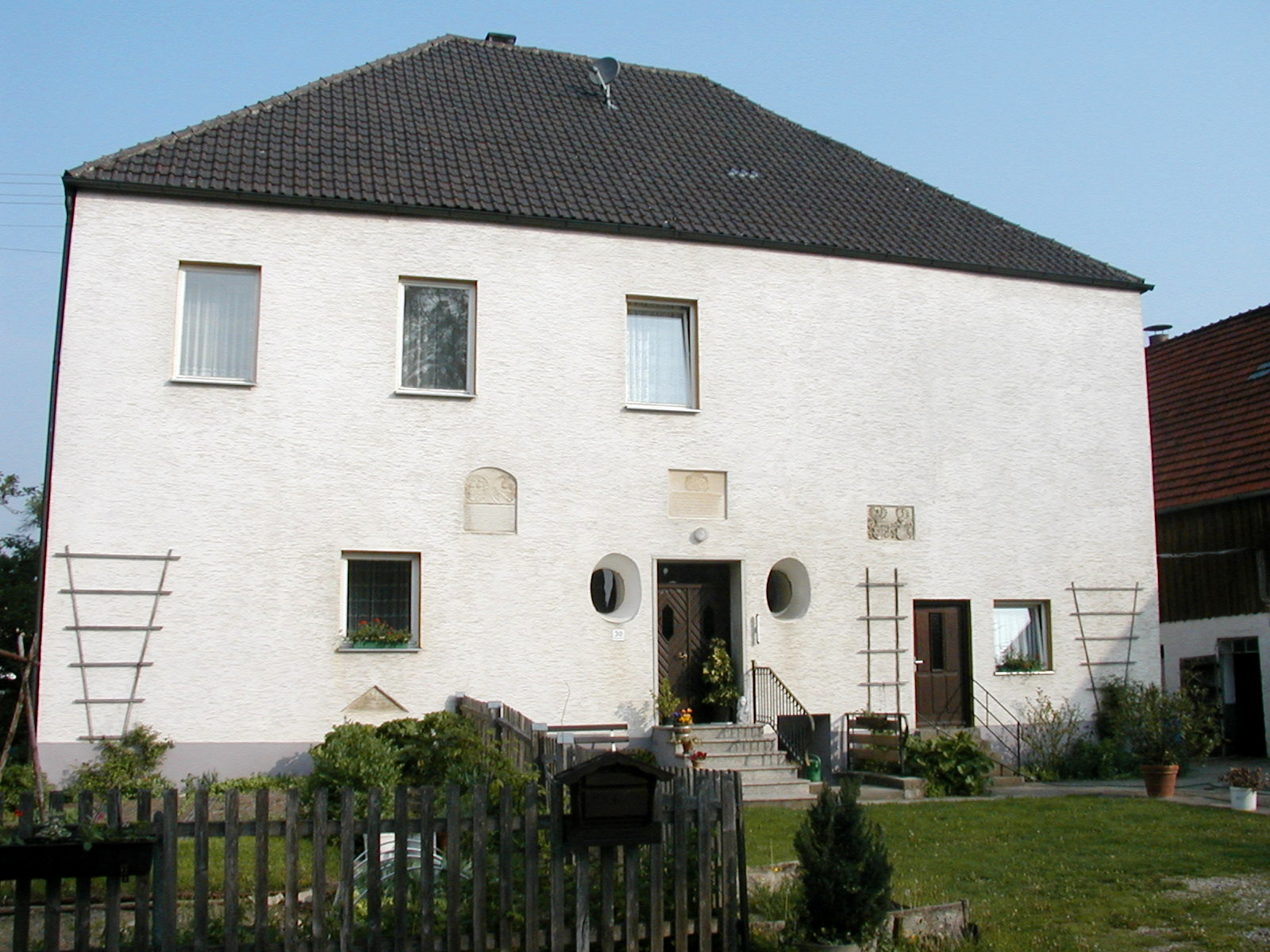
Das Schloss Gansheim im heutigen Zustand

Das Gansheimer Schloss wurde 1556 von Simprecht Lenckh erneuert, besteht aber schon wesentlich länger. Er wandelte es um in ein typisches Schloss des 16. Jahrhunderts mit seitlichen runden Ecktürmen, umgeben von Wasser und einer Mauer. Im 19. Jahrhundert wurde es zu einem einfachen Wohnhaus umgebaut und ist mittlerweile in Bauernbesitz.

### Pfarrkirche und Kapellen
Die Pfarrkirche St. Nikolaus ist eine mittelalterliche Chorturmanlage und wurde im Jahr 1727 erneuert. In ihr befinden sich wertvolle Plastiken aus dem 15. und 16. Jahrhundert. Das Patrozinium St. Nikolaus besteht seit 1260.
Direkt neben der Pfarrkirche befindet sich der örtliche Friedhof mit der Friedhofskapelle zur Schmerzhaften Muttergottes aus dem Jahr 1741. Es handelt sich dabei um einen schlichten Saalbau mit eingezogenem Rechteckchor, stichbogigem Westportal und Figurennische darüber. Der Friedhof wurde im Jahre 2014 im Friedhofsprojekt des Bayerischen Landesvereins für Familienkunde fotografiert. Über 350 Grabinschriften sind abrufbar.
Außerdem existieren zwei weitere denkmalgeschützte Kapellen aus dem 19. Jahrhundert in Gansheim: Die Sattlerkapelle in der Hochstraße 9 sowie eine Wegkapelle mit dem Namen Wirtskapelle an der Kreisstraße DON 24. Die beiden übrigen im Ort befindlichen Kapellen stehen nicht unter Denkmalschutz.

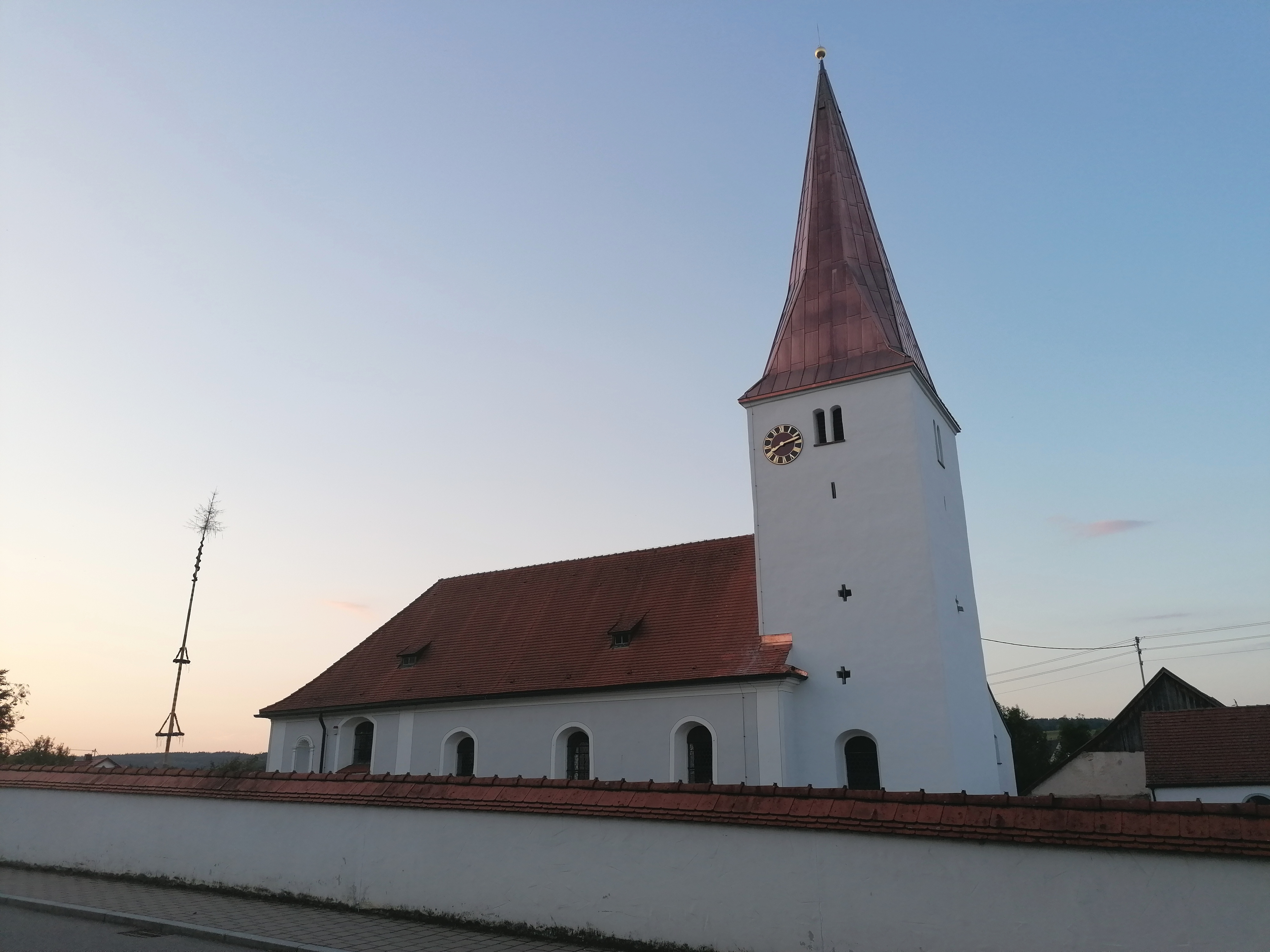
St. Nikolaus in Gansheim
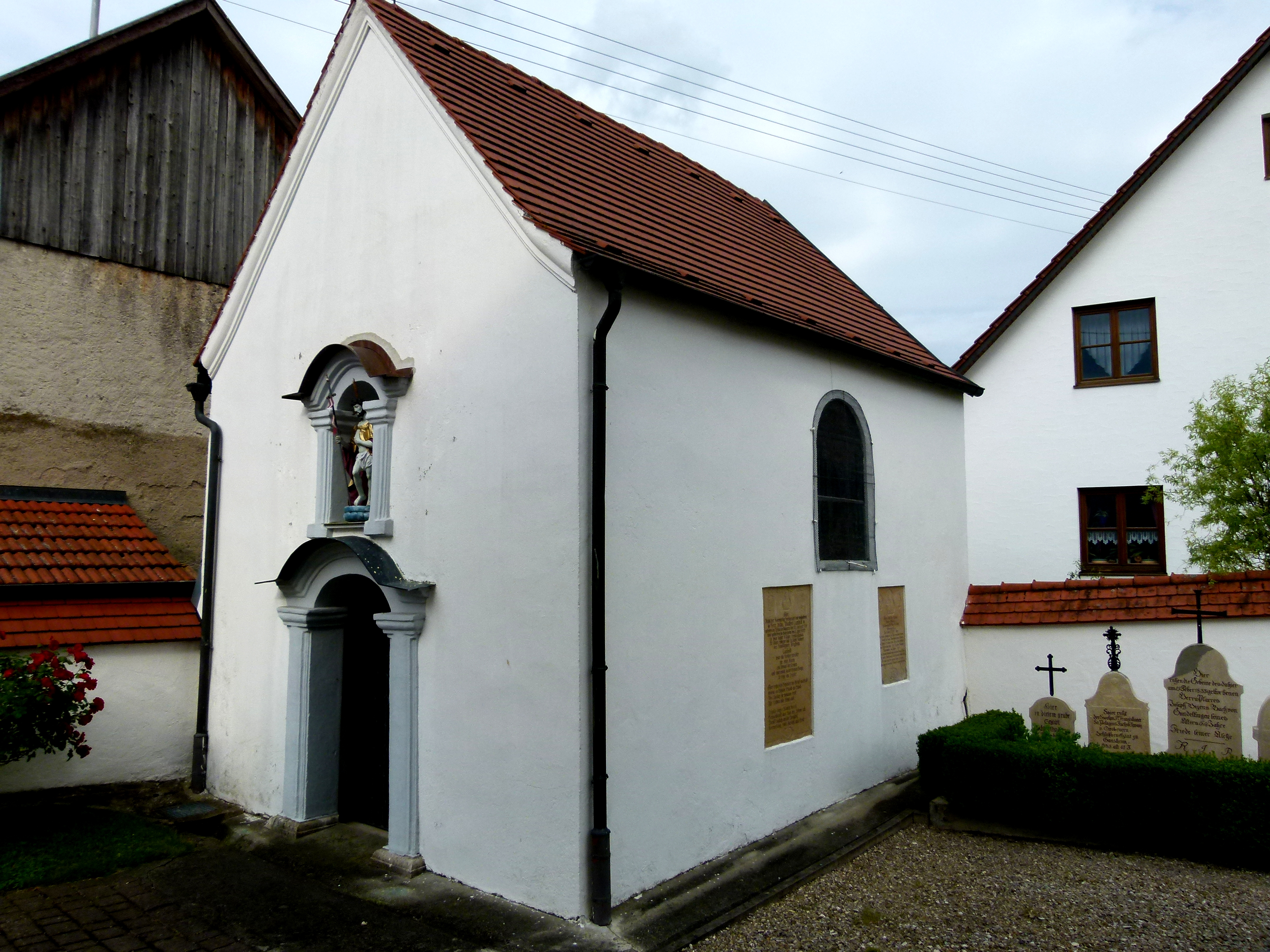
Friedhofskapelle zur Schmerzhaften Muttergottes
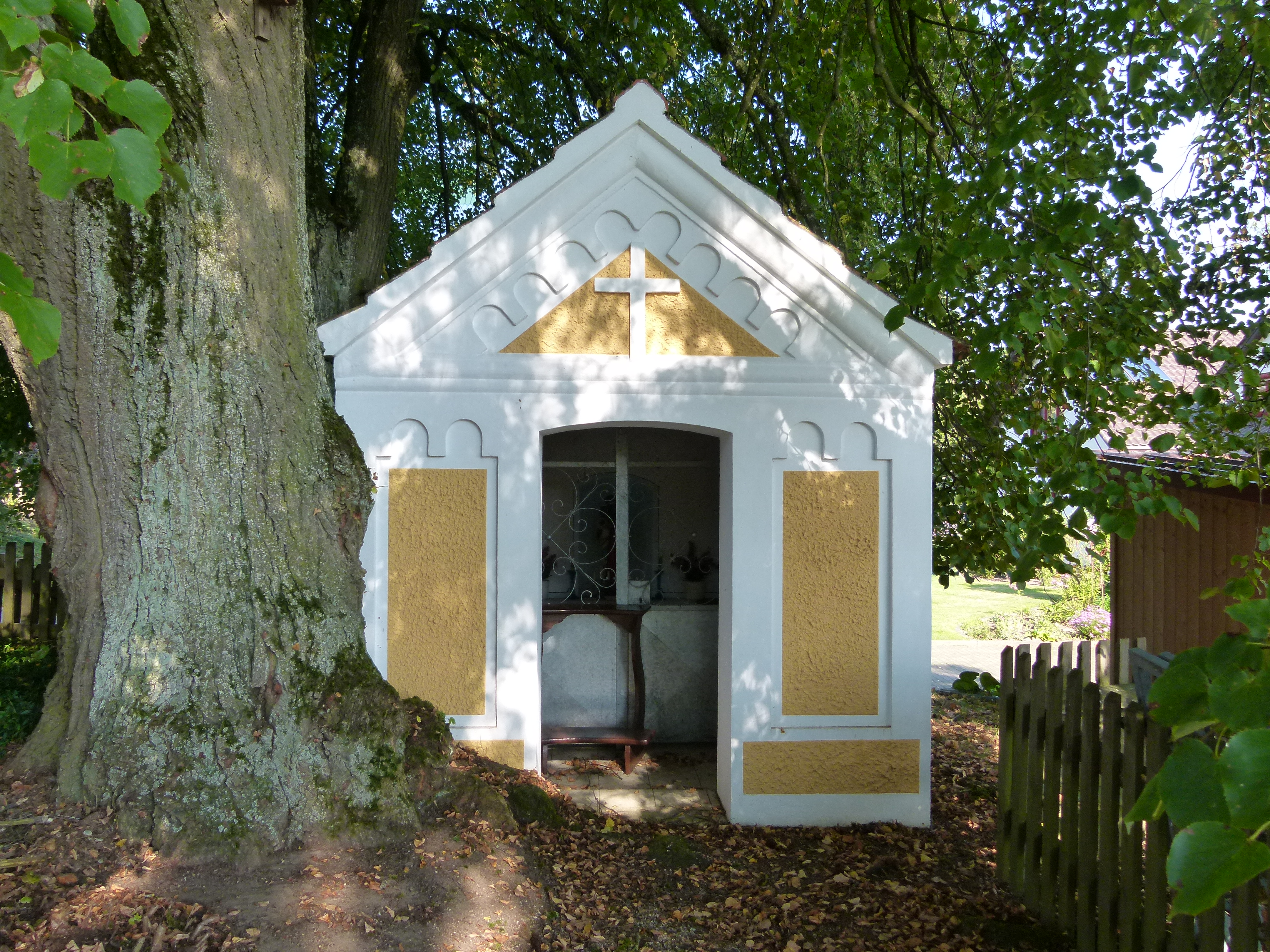
Sattlerkapelle
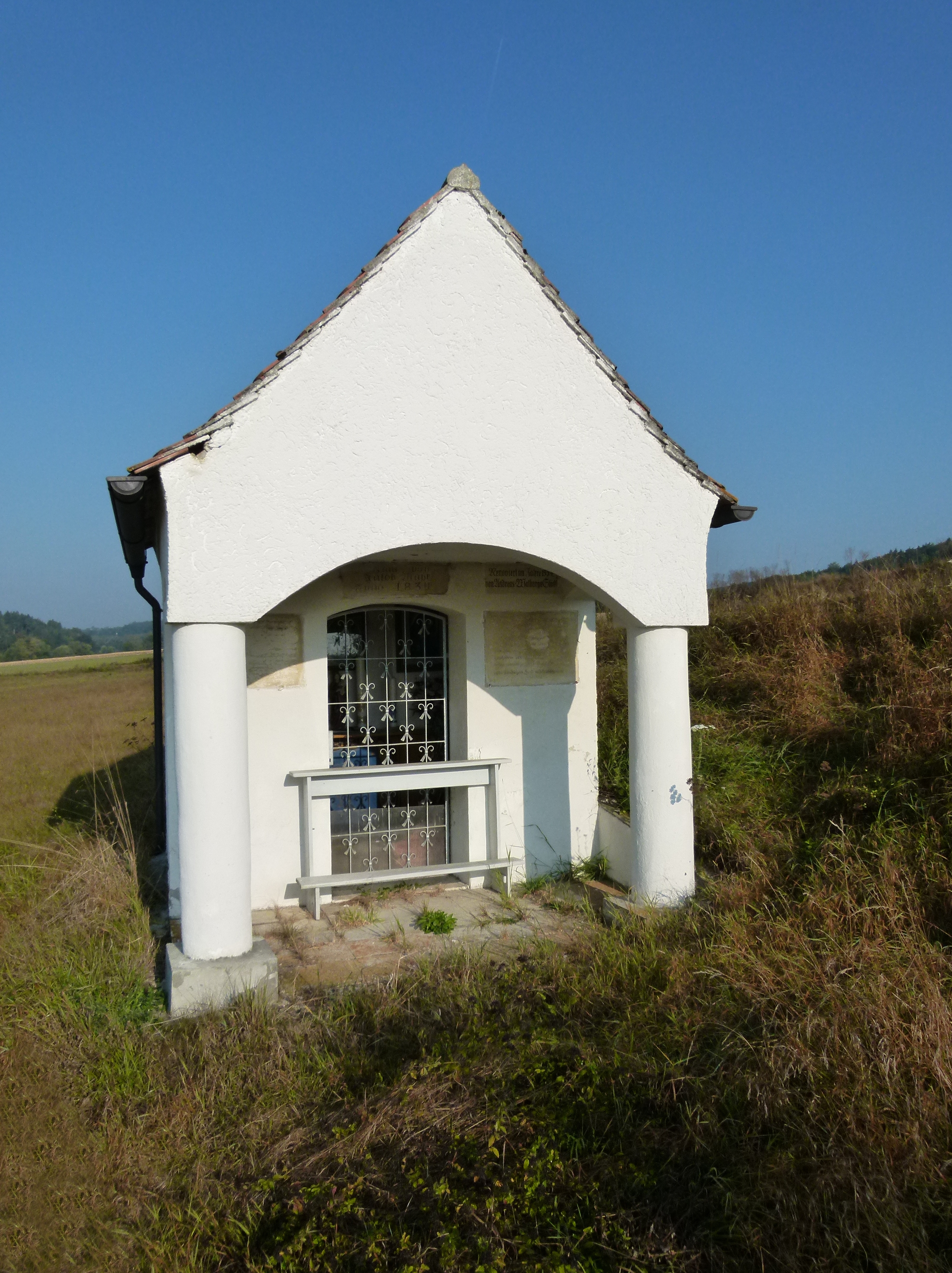
Wirtskapelle

### Weiteres
Ein Nussbaum auf einer Anhöhe südwestlich des Ortskerns gilt den alteingesessenen Bewohnern Gansheims als eines der örtlichen Wahrzeichen. Dort findet sich auch ein Wegkreuz. Südlich des Ortes befindet sich zudem eine alte, nicht mehr genutzte und teilweise verfallene Brücke über den Bruckbach. Unter Denkmalschutz steht das ehemalige Pfarrhaus aus dem 17. Jahrhundert.

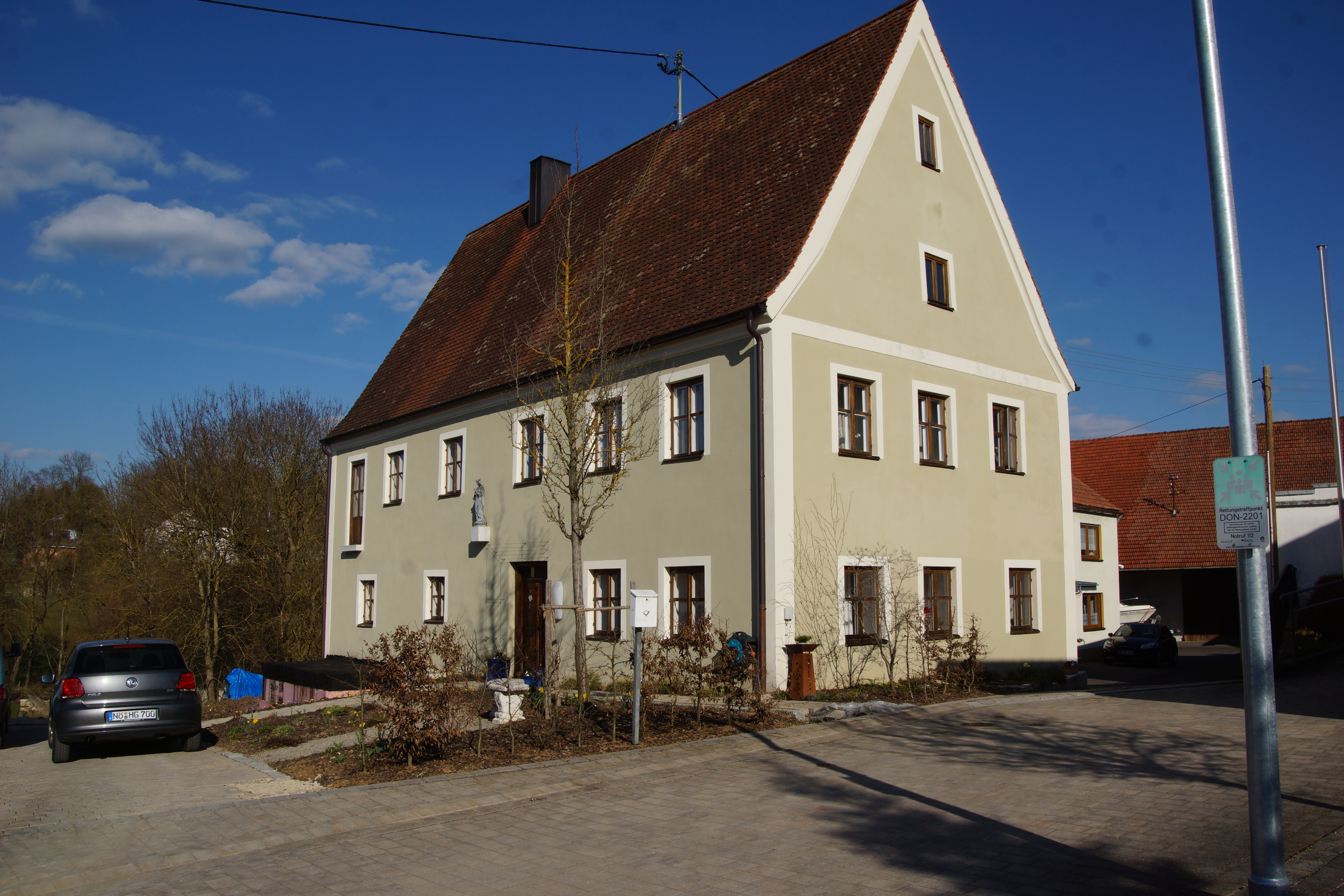
Ehemaliges Pfarrhaus
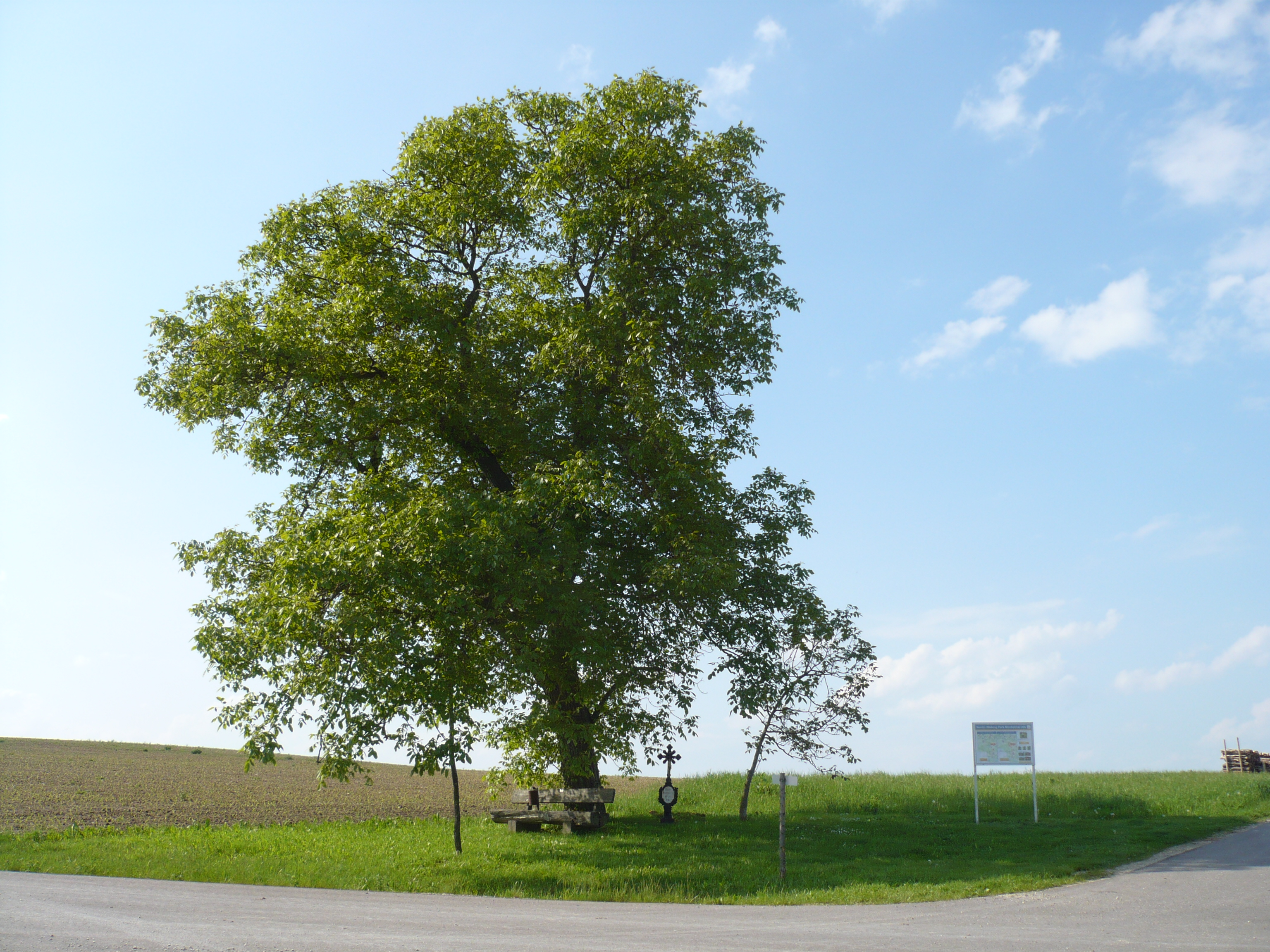
Nussbaum bei Gansheim, eines der Wahrzeichen des Ortes
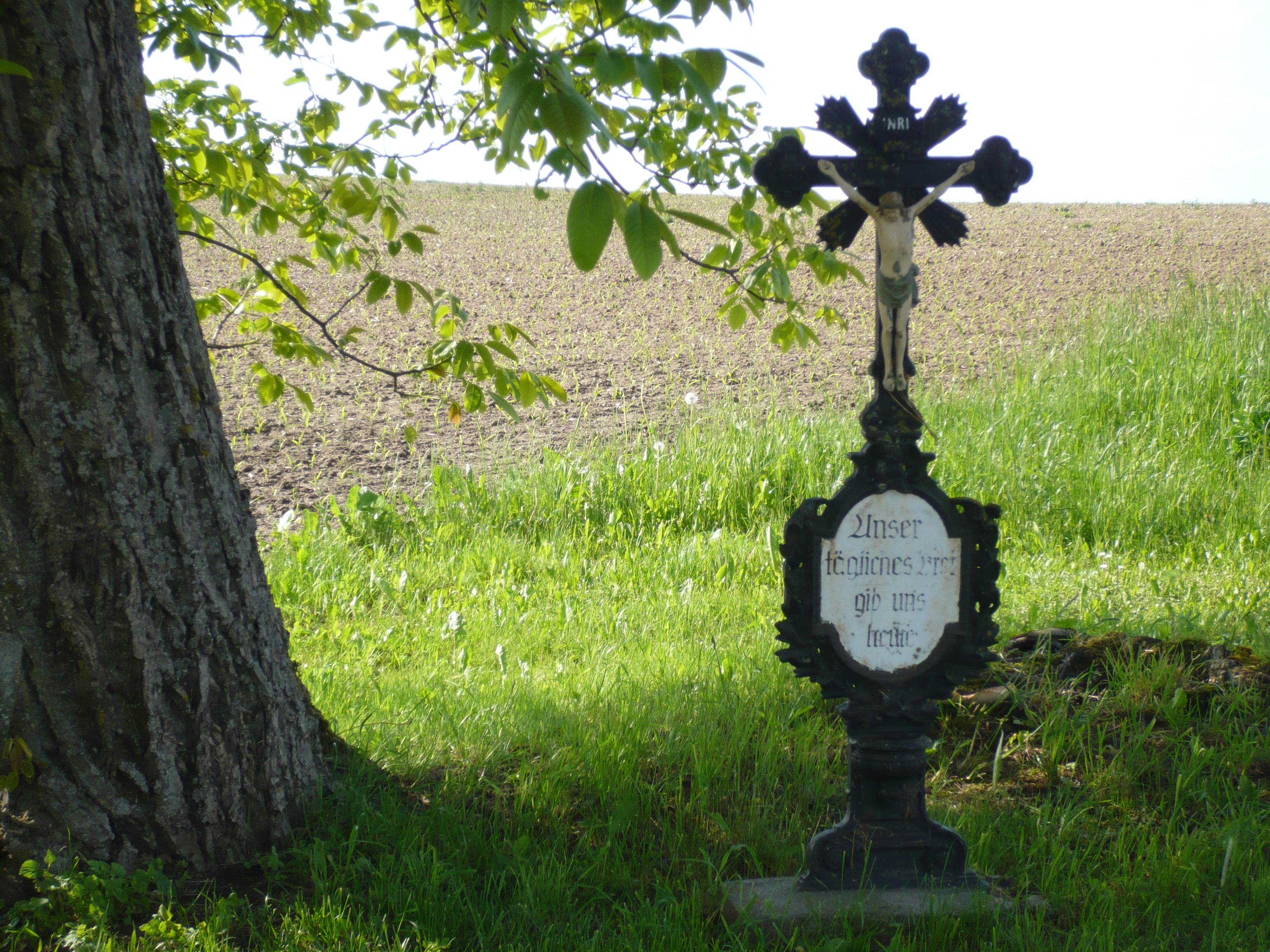
Wegkreuz beim Nussbaum
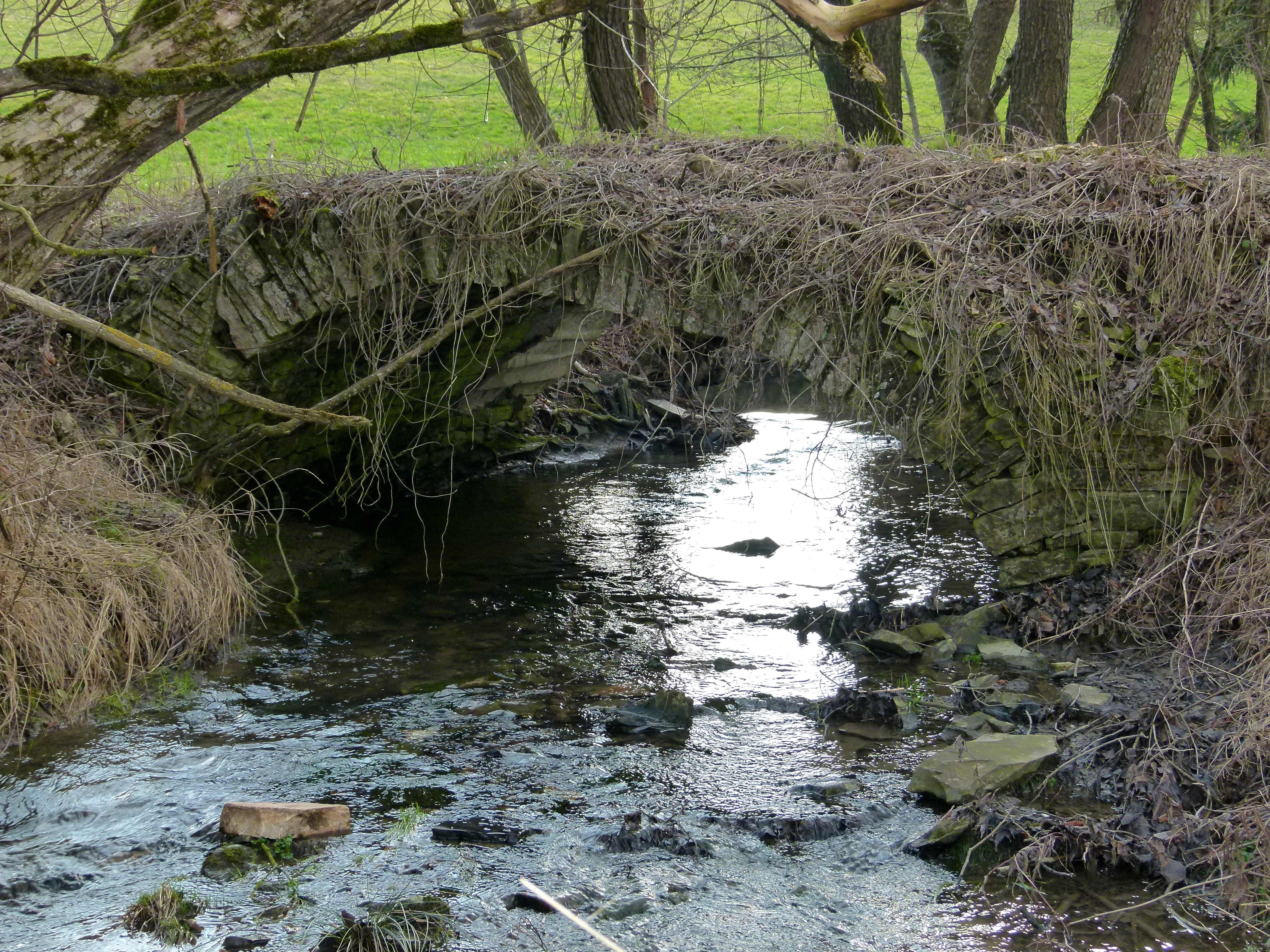
Alte Brücke über den Bruckbach bei Gansheim
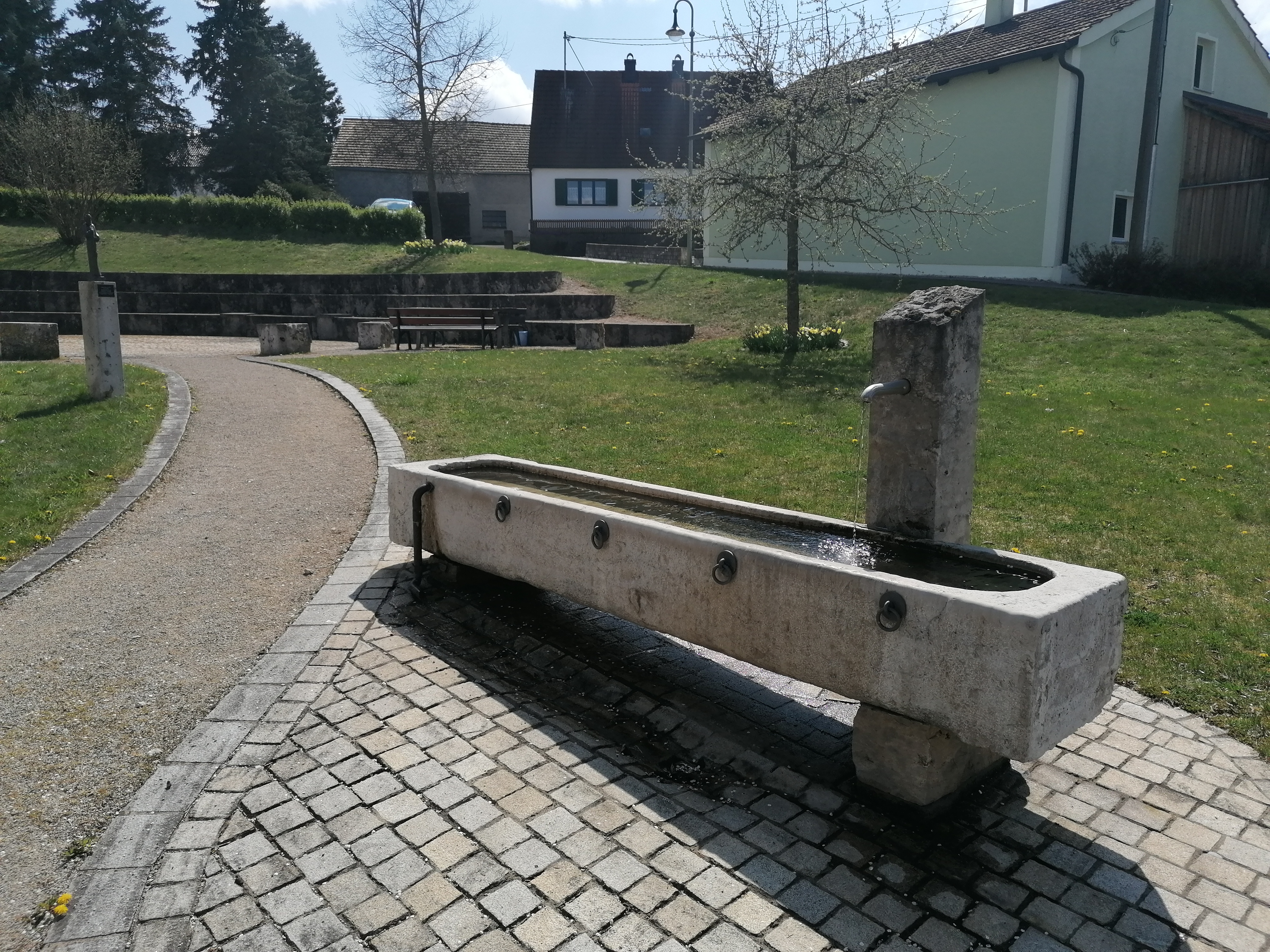
Brunnen auf dem Dorfplatz

## Persönlichkeiten
Julian Knogler (1717–1772) war ein in Gansheim geborener und 1747 in Eichstätt zum Priester geweihter Jesuitenpater, der von 1748 bis 1767 Missionsarbeit in Bolivien beim dort lebenden Indianerstamm der Chiquitos leistete. Er gründete 1755 den Ort Santa Ana de Velasco im Departamento Santa Cruz, der zusammen mit fünf weiteren Jesuitenreduktionen 1990 zum UNESCO-Weltkulturerbe ernannt wurde. Begraben ist er in Oettingen in Bayern. Nach ihm ist die Julian-Knogler-Grundschule in Marxheim benannt.

## Partnergemeinde

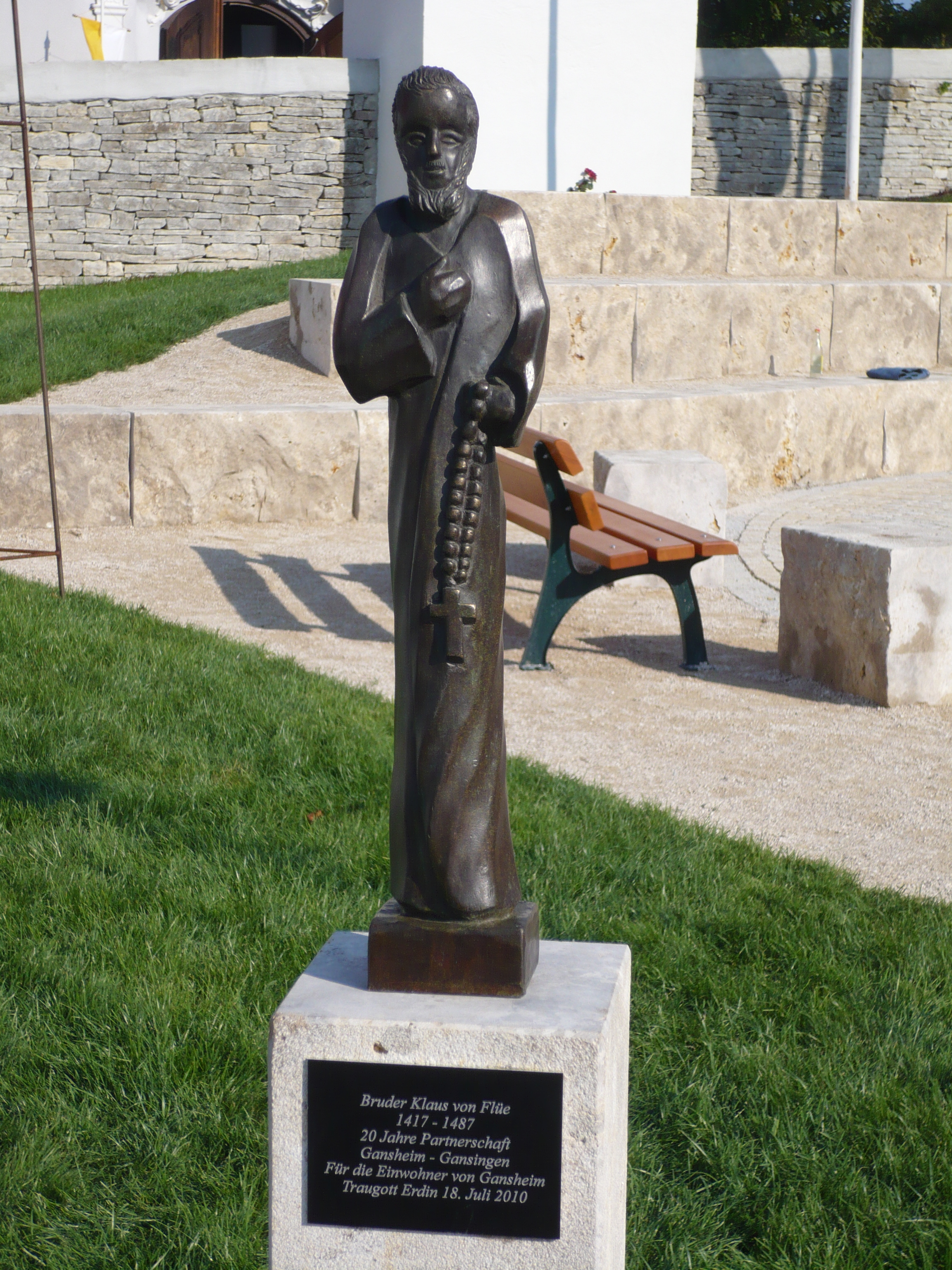
Statue von Niklaus von Flüe auf dem Dorfplatz in Erinnerung an die Partnerschaft mit Gansingen

Seit 1990 besteht eine Partnerschaft mit der Schweizer Gemeinde Gansingen aus dem Kanton Aargau. In Erinnerung an die Partnerschaft wurde auf dem Dorfplatz eine Statue von Niklaus von Flüe errichtet. Außerdem wurde ein Bereich nördlich der Ussel und vor dem Schützenheim Gansinger Platz genannt.